# Richard Maasing
Richard Maasing (ur. 17 lipca?/29 lipca 1896 w wołosti worbusskiej w guberni liflandzkiej, zm. 10 kwietnia 1975 r. w Sztokholmie) – rosyjski, a następnie estoński wojskowy (pułkownik), szef estońskiego wywiadu, współpracownik fińskiego wywiadu wojskowego podczas II wojny światowej, emigracyjny działacz kombatancki.
Uczył się w gimnazjum aleksandrowskim w Juriewie, Mitawie, a następnie Rydze. Ukończył politechnikę w Rydze, a następnie uniwersytet w Juriewie. Jesienią 1915 r. wstąpił do szkoły wojskowej w Wilnie, po ukończeniu której na pocz. lutego 1916 r. w stopniu praporszczika objął służbę w 39 Syberyjskim Pułku Strzeleckim, stacjonującym w Barnaule. Brał udział w I wojnie światowej. Walczył na Froncie Północnym. Dowodził kompanią szkoleniową, następnie samodzielnym batalionem piechoty 62 Dywizji Piechoty. Po pewnym czasie objął funkcję adiutanta sztabu dywizji. Został ranny. W lutym 1918 r. dostał się do niewoli niemieckiej. W grudniu tego roku został wypuszczony na wolność, po czym wstąpił do nowo formowanej armii estońskiej. W stopniu kapitana objął funkcję adiutanta głównodowodzącego estońskich sił zbrojnych. Po zawarciu traktatu pokojowego przez Estonię z Rosją Sowiecką na pocz. lutego 1920 r., został attaché wojskowym w Rydze. Od 1922 r. stał na czele jednego z oddziałów ministerstwa wojny, dowodził batalionem w 1 Pułku Piechoty, po czym powrócił do ministerstwa. W międzyczasie w 1925 r. ukończył wyższą szkołę wojskową. Kolejną funkcją był na pocz. lat 30. zastępca szefa sztabu armii estońskiej. We wrześniu 1935 r. stanął na czele wywiadu. Rozwinął szeroką działalność wywiadowczą w ZSRR. Prowadził bliską współpracę z Polakami, Finami i pozostałymi państwami bałtyckimi. Doszedł do stopnia pułkownika. W przeddzień wkroczenia Armii Czerwonej do Estonii wraz z grupą estońskich oficerów przedostał się w poł. czerwca 1940 r. do Finlandii. Współpracował z fińskim wywiadem wojskowym. Po zawarciu przez Finów rozejmu z ZSRR we wrześniu 1944 r., zamieszkał w Sztokholmie. Wstąpił do Stowarzyszenia Oficerów Estońskich w Szwecji, obejmując jego przewodnictwo w 1959 r.